# Anna Rapacz-Leonard
Anna Rapacz-Leonard – polska lekarka weterynarii, doktor habilitowany nauk rolniczych, profesor na Uniwersytecie Warmińsko-Mazurski w Olsztynie, specjalistka od rozrodu zwierząt.

## Kariera naukowa
W 2007 roku na Uniwersytecie Warmińsko-Mazurskim w Olsztynie uzyskała tytuł lekarza weterynarii. W 2011 roku na tej samej uczelni uzyskała stopień doktora nauk weterynaryjnych na podstawie rozprawy pt. Wybrane aspekty etiopatogenezy zatrzymania łożyska oraz jego wpływ na płodność klaczy, której promotorem był Andrzej Raś. W tym samym roku została zatrudniona na tejże uczelni, a w 2021 roku uzyskała na niej stopień doktora habilitowanego nauk rolniczych w dyscyplinie weterynarii na podstawie pracy pt. Czynniki wpływające na zatrzymanie błon płodowych u klaczy.